# Mente (re dei Ciconi)
Mente (in greco antico: Μέντης?, Méntēs) fu re dei Ciconi nella mitologia greca; viene nominato nell'Iliade.
Nel XVII libro dell'Iliade, il dio Apollo prese l'aspetto di Mente per incoraggiare Ettore a combattere contro Menelao, per evitare che questi si impossessase delle armi di Euforbo, che lo stesso Menelao aveva appena ucciso.
Così Apollo si rivolse ad Ettore:
Questo è il solo riferimento a Mente presente in tutta l'opera.
Questo Mente non è da confondere con quello citato nell'Odissea, che era invece re dei Tafi.